# Raven Jackson
Raven Jackson es una directora de cine, poeta y fotógrafa estadounidense.

## Vida
Jackson es natural de Tennessee. Directora de cine, poeta y fotógrafa, es becaria de Cave Canem y posee un máster del Programa de Postgrado de Cine de la Universidad de Nueva York y del Programa de Escritura de la New School. Su poemario Little Violences está disponible en Cutbank Literary Magazine. Sus cortometrajes Nettles y A Guide to Breathing Underwater se han emitido en Criterion Channel. Su obra explora a menudo experiencias y emociones indefinibles, así como la relación del cuerpo con la naturaleza.
Su primer largometraje, All Dirt Roads Taste of Salt, del que es directora y guionista, se estrenó en enero en el Festival de Sundance. Para All Dirt Roads Taste of Salt, trabajó con los productores Barry Jenkins, Adele Romanski, Maria Altamirano y Mark Ceryak y las productoras Pastel y A24.

## Filmografía
- All Dirt Roads Taste of Salt (2023)